# Aval (film, 2017)
Pour les articles homonymes, voir Aval.
Pour plus de détails, voir Fiche technique et Distribution.
Aval (அவள், en anglais The House Next Door) est un film d'horreur indien co-écrit et réalisé par Milind Rau. Tourné simultanément en trois langues, en tamoul, hindi et télougou[style à revoir]. Le film est sorti le 3 novembre 2017 avec des critiques positives pour la plupart.

## Synopsis
Le film commence dans le passé avec une mère et une fille chinoise. Elles semblent passer des moments heureux ensemble. On peut voir que la mère est enceinte d'un autre enfant. Le film passe au présent, où un couple heureux Krish (Siddharth) et Lakshmi (Andrea Jeremiah) font l'amour, en discutant de leurs souvenirs du temps ils se sont rencontrés et comment leur amour s'est épanouit. Ils découvrent soudainement qu'une famille déménage dans la maison d'en face. Krish est un neurochirurgien qui se spécialise dans la stimulation cérébrale pour guérir la maladie de parkinson. Il est proche d'un autre médecin, le Dr Prasad, qui est psychiatre. Les deux familles s'entendent bien. Jenny, la fille aînée apprécie beaucoup Krish. Tout va bien, quand soudain, au cours d'un dîner, Krish voit Jenny de sauter un puits, il saute dans le puits et la sauve. Cette même nuit, Jenny est attaqué à des convulsions et une fois de plus, Krish la sauve dans le temps. Les personnes dans la maison commence à remarquer des choses étranges. Lors d'un autre dîner dans la maison de Krish, Jenny a de nouvelles paniques en voyant un visage et ses parents la ramène de force à la maison. Son père l'emmène voir un psychiatre et elle révèle deux choses qu'elle pensait anormales: une voix lui parle en chinois et un autre incident s'est passé dans les toilettes. Le psychiatre sent que quelque chose va mal et va visiter sa chambre, avec la permission de son père, qui la fait sortir. Le psychiatre avec Krish et son père, font un nouveau test qui les conduit à découvrir que Jenny est possédée par une femme chinoise. Les trois planifient de faire faux exorcisme avec l'aide du Père Joshua, dans le but de faire partir l'esprit. Cela se passe mal, l'esprit se défend et le prêtre blessé est admis à l'hôpital.
Jenny retourne à l'état normal, mais pour confirmer ce qu'il se passe, son père l'invite à consulter un médium qui parle à l'esprit. Le serviteur dans la maison prépare une poupée vaudou pour chasser les mauvais esprit et est grondé par Paul de ne pas faire de sciences occultes dans la maison. Durant la nuit, elle est frappée par le fantôme de la même manière que la poupée vaudou. Elle est ensuite enveloppée par le drap de lit, empalée dans la tête par un clou et est mystérieusement caché.
Lakshmi annonce qu'elle est enceinte, mais quelques jours plus tard, elle tombe d'une échelle alors qu'elle voit un visage effrayant sur le réservoir d'eau. Krish se retrouve renvoyé de son travail parce qu'il est constamment distrait par ces visages, et a  causé  une hémorragie à un patient lors d'une opération. Krish et Prasad commencent à faire des recherches sur une famille qui vivait dans cette maison et trouvent qu'il n'y a plus qu'un seul témoin oculaire, qui sait ce qui s'est passé à la famille. Simultanément, le medium, en utilisant le peigne de l'enfant, commence à replacer les pièces du mystère. Il semble que la maison appartenait à un riche marchand de soie chinois qui vivait avec sa femme et sa fille.Il voulait que sa femme enceinte donne naissance à un enfant de sexe masculin. Étant donné qu'il était un adorateur de Satan, il a dû donner en sacrifice une fille, au moment de l'éclipse solaire pour que cela se réalise.
La petite fille de huit ans choisie a été sauvé juste à temps par sa femme, il n'avait alors pas d'autre choix que de sacrifier sa propre fille. Il met KO sa femme. Et lentement, il tranche la gorge de son enfant. Sa femme, après avoir retrouvé ses sens, ne put pas supporter la vue de sa fille morte sur le sol. Maudissant son mari, elle prit un couteau et se perçât elle-même l'abdomen, se tuant avec l'enfant à naître. Disant qu'elle n'avait pas besoin d'un enfant de sexe masculin en échange de la vie de sa fille. Le mari en réalisant qu'il avait tout perdu, s'enlève la vie en se noyant dans le puits.
De retour au présent, le père ordonne à sa famille de plier bagage et quitter la maison. Lakshmi est poursuivi à l'hôpital par les deux esprits qui le guide vers la chambre du Père Joshua.
Le jour de l'éclipse solaire, la vieille femme leur dit que le marchand chinois reviendra pour terminer son rituel. Lakshmi appelle Krish pour lui dire qu'elle est libérée et qu'elle va voir Jenny. Krish aussi revient alors au village. Lakshmi enferme alors Krish dans la chambre de Jenny. Elle révèle alors ce que le Père Joshua avait vu le jour de l'exorcisme. Jenny aurait été libéré, si une autre force n'avait pas essayé d'arrêter les prières du Père Joshua. Cette force n'était rien d'autre que Krish. En effet, lorsque Krish a sauté dans le puits pour sauver Jenny, le marchand chinois a pris possession de son corps. Pendant ce temps, le psychiatre découvre que le marchand chinois et Krish ont en commun leur date de naissance. Krish, possédé, tue le psychiatre d'une horrible manière.
On découvre alors que c'était de Krish que l'esprit de la mère et la fille étaient en train d'essayer de protéger la famille. Comme l'éclipse commence, l'esprit prend le contrôle total de Krish et il part à la recherche de sa cible: Sarah qu'il compte sacrifier afin de compléter le rituel. Bien qu'il tente de la tuer, les membres de la famille, les esprits de la mère et de la fille parviennent à enlever l'esprit de son corps.
En fin de compte, Krish et Lakshmi s'établissent à Goa. Jenny avec son papa viennent les voir. Lorsque Jenny demande à rencontrer leur fils, il est montré au spéctateur que Krish est toujours possédé par l'esprit du marchand chinois. Ce qui a entraîné la naissance d'un bébé né maudit. L'œil du garçon voit son iris doublée juste avant que le film ne se termine.

## Distribution
- Siddharth : Docteur Krishnakanth
- Andrea Jeremiah : Lakshmi
- Atul Kulkarni : Paul
- Suresh : Docteur Prasad
- Anisha Angelina Victor : Jennifer

## Production
Le film a été officiellement annoncé par Siddharth en juin 2016. Il a révélé qu'il allait travailler sur un film d'horreur aux côtés de l'actrice Andrea Jérémie sur un film réalisé par Milind Rau, qui avait auparavant fait le film Kadhal 2 Kalyanam. Le titre du film était annoncé comme The House Next Door et le film a ensuite été tourné simultanément en trois langues. Le tournage du film a débuté en août 2016.
En octobre 2016, Andrea Jeremiah a révélé que le tournage du film était terminé.

## Musique
| Aval (Original Motion Picture Soundtrack) | Aval (Original Motion Picture Soundtrack) | Aval (Original Motion Picture Soundtrack) | Aval (Original Motion Picture Soundtrack) | Aval (Original Motion Picture Soundtrack) |
| No                                        | Titre                                     | Auteur(s)                                 | Chanteur(s)                               | Durée                                     |
| ----------------------------------------- | ----------------------------------------- | ----------------------------------------- | ----------------------------------------- | ----------------------------------------- |
| 1.                                        | Kaarigai de kanne                         | Muthamil                                  | Vijay Prakash, Shakthisree Gopalan        | 5:20                                      |
| 2.                                        | Yaarada                                   | Andrea Jeremiah, Mark Thomas              | 4:25                                      |                                           |
| 3.                                        | Xiao Xiao Ma                              | Chen-Yu Maglin, Poorna M                  | 2:25                                      |                                           |
| 4.                                        | Aval (thème)                              | Instrumentale                             | 1:54                                      |                                           |